# Jevgenij Koreškov
Jevgenij Gennadijevič Koreškov (Евгений Геннадьевич Корешко́в, * 11. března 1970 Öskemen) je bývalý kazachstánský lední hokejista. Byl centrem elitního útoku kazachstánské hokejové reprezentace, na jehož křídlech hráli jeho starší bratr Alexandr Koreškov a Konstantin Šafranov. Zúčastnil se čtyř mistrovství světa v ledním hokeji elitní divize (1998, 2004, 2005 a 2006) a dvou olympiád (1998 a 2006). Získal stříbrnou medaili na Asijských zimních hrách 2007. V roce 1994 vyhrál kanadské bodování mistrovství světa divize C.

## Klubová kariéra
- Buran Voroněž
- HC Lada Togliatti (1991-1992)
- HK Kazcink-Torpedo Usť-Kamenogorsk (1992-1994)
- Metallurg Magnitogorsk (1994-2004)
- HK Sibir Novosibirsk (2004-2005)
- Severstal Čerepovec (2005)
- Mečel Čeljabinsk (2005)
- HK Kazcink-Torpedo Usť-Kamenogorsk (2005-2006)
- HC Martigny (2006-2007)

S Torpedem Usť-Kamenogorsk se stal mistrem Kazachstánu 1993 a 1994, s Metallurgem Magnitogorsk vyhrál ruskou ligu 1999 a 2001. V letech 1999 a 2000 vyhrál Evropskou hokejovou ligu. V roce 1997 obdržel ruskou Zlatou hokejku.
Hráčskou kariéru ukončil v roce 2007 a stal se trenérem, s magnitogorským juniorským týmem Stalnyje lisy vyhrál v roce 2010 Mládežnickou hokejovou ligu, vedl také Barys Astana a je asistentem trenéra kazašského národního týmu.